# Synodontis comoensis
Synodontis comoensis es una especie de peces de la familia Mochokidae en el orden de los Siluriformes. Se encuentran en África: Costa de Marfil.